# Zwierzę stałocieplne

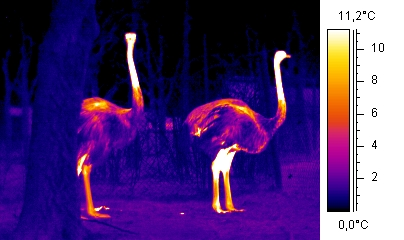
Termogram dwóch strusi

Zwierzę stałocieplne, inaczej: ciepłokrwiste, endotermiczne, homojotermiczne (gr. homoios ‘podobny’) – zwierzę, którego temperatura (zwana też ciepłotą ciała) jest względnie stała i w znacznym stopniu niezależna od temperatury otoczenia, a jej dobowe wahania nie są większe od kilku stopni, jeśli znajduje się w normalnym dla swojego gatunku środowisku. Zwierzęta te zwykle utrzymują wysoką temperaturę ciała (np. ssaki ok. 37 °C, ptaki ok. 40 °C) i wykazują aktywność zarówno przy niskich, jak i wysokich temperaturach otoczenia (w przeciwieństwie do zwierząt zmiennocieplnych).
To tradycyjne pojęcie jest przykładem taksonu polifiletycznego i jako takie jest silnie ugruntowane w literaturze, lecz z drugiej strony nieścisłe, a czasami mylące – od przytoczonej wyżej definicji są bowiem wyjątki. Do zwierząt stałocieplnych zalicza się ssaki i ptaki (choć niektóre gatunki rodzą się zmiennocieplne i dopiero z wiekiem stają się stałocieplne). Obecnie wiadomo, że stałocieplne były również pterozaury i przynajmniej niektóre dinozaury (zwłaszcza teropody). Wśród niektórych ryb polujących na dużej głębokości występują mechanizmy, pozwalające na utrzymywanie podwyższonej temperatury niektórych części ciała, poprzez kierowanie do nich krwi ogrzanej w pracujących mięśniach. Jedyną rybą, u której stwierdzono utrzymywanie podwyższonej temperatury całego ciała (wyższej o 5 °C od otoczenia), jest strojnik.
Utrzymanie względnie stałej temperatury jest ważne dla homeostazy organizmu i zwierzęta te posiadają mechanizmy dążące do utrzymania stałej temperatury (termoregulacja):
- część energii uzyskiwana w procesie odżywiania wykorzystywana jest do produkcji ciepła (w związku z czym zwierzęta stałocieplne mają większe zapotrzebowanie na pokarm i tlen niż zwierzęta zmiennocieplne tych samych rozmiarów)[1];
- termoizolacja w postaci tworów naskórka (pióra i włosy) oraz podskórnej tkanki tłuszczowej[1];
- kurczenie się i rozkurczanie naczyń krwionośnych;
- parowanie wody (pocenie się i ziajanie)[1].

Niektóre ssaki (określane jako heterotermiczne) mają zdolność do okresowego obniżania temperatury swojego ciała poprzez znaczne spowolnienie swojego metabolizmu i zapadanie w sen zimowy lub sen letni.